# Pseudognaphalium saxicola
Pseudognaphalium saxicola là một loài thực vật có hoa trong họ Cúc. Loài này được (Fassett) H.E.Ballard & Feller mô tả khoa học đầu tiên năm 2004.